# Partito Laburista di Saint Kitts e Nevis
Il Partito Laburista di Saint Kitts e Nevis (SKNLP) è un partito politico di centro-sinistra d'ideologia della socialdemocrazia di Saint Kitts e Nevis.

## Risultati elettoriali
| Anno | Voti   | Seggi  |
| ---- | ------ | ------ |
| 2010 | 12.227 | 6 / 15 |
| 2015 | 11.897 | 3 / 11 |
| 2020 | 10.316 | 2 / 11 |
| 2022 | 13.438 | 6 / 11 |